# Pseudoseisura
Pseudoseisura là một chi chim trong họ Furnariidae.